# Lomatium greenmanii
Lomatium greenmanii ist eine Pflanzenart aus der Gattung Lomatium innerhalb der Familie der Doldenblütler (Apiaceae). Dieser Endemit kommt nur im westlichen US-Bundesstaat Oregon vor, wo sie nur in den Wallowa Mountains im Wallowa County gefunden wird. Von der The Nature Conservancy = TNC wird Lomatium greenmanii als „vom Aussterben bedroh“t („G1“, englisch critically imperiled) eingestuft. Englischsprachige Trivialnamen sind Greenman's desertparsley, Greenman's lomatium.

## Beschreibung

### Vegetative Merkmale
Lomatium greenmanii ist eine relativ kleine, ausdauernde krautige Pflanze. Die Wuchshöhen betragen nur selten 2 bis meist 3 bis 10 Zentimeter. Im Schatten sind die Pflanzenexemplare etioliert und werden größer.
An den schlanken Stängeln sitzt jeweils nur ein einzelnes Laubblatt. Die stark geteilten basalen grünen Laubblättern sind 3 bis 6 Zentimeter lang. Die Blattspreiten sind leicht ledrig und glänzend. Die Blättchen sind lanzettlich-eiförmig und 3 bis 8 selten bis zu 5 Millimeter lang sowie bis zu 2,5 Millimeter breit. Das Wachstum ist insgesamt langsam.

### Generative Merkmale
Die Blütezeit liegt im Juli und August, wenn in den hoch gelegenen Lebensräumen der Schnee geschmolzen ist. Der Blütenstand entspringt einem nur wenige Zentimeter hohen Stängel. Es handelt sich um eine Doppeldolde aus winzigen (hell-)gelben Blüten. Diese hat nur einen Durchmesser von 0,5 bis 1,2 Zentimetern, die Strahlen sind 1 bis 3, selten bis zu 6 Millimeter lang. Es gibt wenige schmale Hüllblättchen.
Die ovalen, 3 bis 3,5 Millimeter langen und 2 Millimeter breiten Doppelachänen sind nur leicht abgeflacht und spalten sich in zwei Hälften, wenn sie reif sind. Sie sind von einem schmalen, papierartigen Rand umgeben. Die Reifezeit liegt im August. Die Ölkanäle sitzen einzeln in den Zwischenräumen der Rippen und zu zweit auf der Kommissur.

## Ähnliche Arten
Von ähnlichen Arten kann Lomatium greenmanii durch die geringe Größe, die kleinen, schwach entwickelten Blütenständen und das glänzende Aussehen (auch wenn es glänzende Exemplare von Lomatium oreganum gibt) unterschieden werden. Lomatium cusickii hat eine größere, offensichtlich geflügelte Frucht und Lomatium oreganum ist normalerweise fein behaart und ohne Caudex.

## Vorkommen
Ursprünglich war Lomatium greenmanii nur vom Typusfundort mit den Funden von 1900 bekannt, bis 1975 eine Population auf dem Mount Howard entdeckt wurde; die anderen Fundorte wurden 1984 bzw. 2000 ausgemacht. Das gesamte Verbreitungsgebiet umfasst nur 6,65 km².
Lomatium greenmanii besiedelte Höhenlagen von 2370 bis 2700 Metern in den Wallowa Mountains. Es handelt sich um den Mount Howard und die in seiner Nachbarschaft liegenden Gipfel Ruby Peak und Redmont Peak. Diese Landschaft ist von windgepeitschten Kuppen und Graten gekennzeichnet, wo sich die Pflanzen auf feinkörnigen basaltischen oder grünschieferbürtigen Böden über Granit behaupten. Alle Fundorte befinden sich auf vom U.S. Forest Service verwaltetem Land.
Lomatium greenmanii wächst in der subalpinen Zone in felsigen Gebieten oder auf Wiesen zwischen Koniferen. Zu den mit ihr vergesellschafteten Arten gehören Festuca brachyphylla, Ähren-Grannenhafer (Trisetum spicatum), Lomatium cusickii, Geteiltblättriges Berufkraut (Erigeron compositus), Pedicularis contorta, Cistanthe umbellata, Castilleja chrysantha, Erigeron chrysopsidis var. brevifolius, Eriogonum flavum, Eriogonum ovalifolium var. depressum, Heuchera cylindrica var. alpina, Alpen-Spitzkiel (Oxytropis campestris), Weißstämmige Kiefer (Pinus albicaulis) und Solidago multiradiata sowie Flechten und Moose.

## Gefährdung  und Schutz
Lomatium greenmanii ist durch die etwa 30.000 jährlichen Touristen am Mt. Howard gefährdet, wenn sie sich abseits der Wege aufhalten. Durch Trittschäden wird das felsige Substrat instabil und kann die Setzlinge zerstören.
Aufgrund des extrem kleinen Verbreitungsgebietes mit nur drei bekannten Fundorte gilt Lomatium greenmanii seit August 1983 als global „vom Aussterben bedroht“ (G1; Stand 12. März 2015). Diese Populationen umfassen weniger als 10.000 Exemplare, die etwa 250 ha in Anspruch nehmen. Zur Beobachtung von Lomatium greenmanii wurde eine Monitoring-System etabliert.
2007 wurde zwischen dem Wallowa-Whitman National Forest und dem U.S. Fish and Wildlife Service eine Vereinbarung zur Beobachtung von Lomatium greenmanii (Candidate Conservation Agreement – CCA) unterzeichnet. Hauptziel dieses CCA ist der langfristige Schutz von Lomatium greenmanii durch aktive Schutzmaßnahmen und durch ein angepasstes Management. Dazu gehören die fortgesetzte Inventarisierung und ein Monitoring der bekannten Populationen insbesondere am Mt. Howard, die mindestens aller zwei Jahre durchgeführt werden.
Schultz & Matthews (2005) entwickelten ein Vorhersagemodell für Lomatium greenmanii. Dieses nutzt Informationen zu Geologie, Niederschlag, Hangneigung und -richtung sowie Höhenlage der bekannten Vorkommen, um weitere potentielle Vorkommen ausmachen zu können. Das Modell wurde 2007 und 2011 verwendet, um weitere Vorkommen in den westlichen Wallowa Mountains zu suchen. Auf diese Art und Weise wurde 2011 die kleine Population am Ruby Peak entdeckt. Nach Berechnungen des Modells gibt es möglicherweise weitere Vorkommen an Redmont Peak, an der Wing Ridge und am Brown Mountain.
2010 wurden ständige Monitoring-Transekte am Mt. Howard, am Redmont Peak und am Ruby Peak eingerichtet, um die Populationsentwicklung von Lomatium greenmanii einschätzen zu können. Dieses Monitoring ersetzte frühere Bemühungen, die auf den unterschiedlichen Flächen uneinheitlich erfolgten und schließlich aufgegeben wurden. Ziel des Programms ist es, Populationsgrößen, Lebensraumänderungen und Gefährdungen nachvollziehen zu können. Die Daten dienen den Behörden zur Kontrolle der Schutzmaßnahmen. Dabei wurden auch andere Arten in das Beobachtungsprogramm aufgenommen. Die Transekte wurden 2011 erneut untersucht. Aufgrund der Ergebnisse ergingen Empfehlungen, nur die drei eigentlichen Vorkommen zu untersuchen und diese Untersuchungen statt in jedem Jahr nur alle fünf bis sechs Jahre vorzunehmen.

## Taxonomie und botanische Geschichte
Die Erstbeschreibung von Lomatium greenmanii wurde 1938, anhand eines Exemplars, das 1900 an einem „Keystone Creek“ genannten Fundort in den Wallowa Mountains gesammelt wurde, durch Mildred Esther Mathias in A revision of the genus Lomatium in Annals of the Missouri Botanical Garden, Volume 25, Seiten 225–297. Das Artepitheton greenmanii ehrt Jesse More Greenman (1867–1951) vom Missouri Botanical Garden.
Spätere Versuche, den Typusfundort (oder irgendeinen anderen Ort in den Wallowas mit dem Namen Keystone Creek) zu rekonstruieren, waren nicht erfolgreich, so dass Lomatium greenmanii als ausgestorben galt. Lomatium greenmanii wurde jedoch 1975 am Mount Howard wiederentdeckt.